# Televisió de Catalunya
Televisió de Catalunya (Télévision de Catalogne) est l'organisme chargé de la diffusion des chaînes de télévision publiques en Catalogne. 
Il appartient à la Corporació Catalana de Mitjans Audiovisuals (Corporation catalane de médias audiovisuels, CCMA), entité sous le contrôle de la Generalitat de Catalogne par un acte fondateur en 1983. Un peu plus de la moitié de son chiffre d'affaires (52%) provient de financement public par la Generalitat de Catalogne, tandis que les 48% restants sont obtenus par la publicité, le parrainage, et par les marchandises et les ventes de productions originales. Il dispose actuellement de sept chaînes : TV3 et sa déclinaison satellitaire TV3 Cat, El 33, SX3, 3/24, Canal 3XL et Esport3. 
Bien que la langue principale de toutes ces chaînes soit le catalan, l'espagnol est très souvent ni sous-titré, ni doublé, étant donné qu'il est généralement admis que tous les locuteurs catalans sont également hispanophones. Dans le Val d'Aran, il existe des programmes en aranais.
Son siège se situe à Sant Joan Despí, dans la province de Barcelone.

## Histoire
TV3 a commencé ses émissions d'essai le 10 septembre 1983, mais ses émissions régulières ont commencé quelques mois plus tard, le 16 janvier 1984. TV3 a été la première chaîne de télévision à être diffusée uniquement en catalan. En 1985, TV3 a étendu sa couverture à Andorre, en Catalogne Nord, et en communauté de Valence. Un an plus tard, TV3 a inauguré son nouveau siège, une installation de 4.5-hectares à Sant Joan Despí, près de Barcelone.
Depuis 1987, TV3 a diffusé une seconde chaîne audio sur presque toutes les séries et les films en langue étrangère avec l'audio d'origine du programme, d'abord en utilisant le système Zweikanalton, puis maintenant avec Nicam. Les séries et les films locaux sont habituellement diffusés en NICAM stéréo, bien que parfois une piste d'audiodescription pour les téléspectateurs aveugles et malvoyants est également disponible.
En 1988, TV3 a commencé un processus de décentralisation, d'abord avec des programmes de radiodiffusion avec de l'aranais pour le Val d'Aran et, un an plus tard, en ouvrant des bureaux à Tarragone, Gérone, et Lérida, et en créant les Telenoticies Comarques, un programme de nouvelles régionales diffusées simultanément dans quatre différentes éditions, une pour chacune des quatre provinces catalanes.
Pendant les jeux olympiques d'été de 1992, TV3 et TVE ont créé une chaîne olympique (Canal Olímpic), un réseau commun pour couvrir les jeux olympiques en utilisant la fréquence de Canal 33.
En 2002, Televisió de Catalunya a commencé à diffuser dans le système de la télévision numérique terrestre. Il a rapidement adopté des technologies telles qu'Internet et les téléphones mobiles, ainsi que des innovations technologiques ternes.